# Thanatus sabulosus
Thanatus sabulosus là một loài nhện trong họ Philodromidae.
Loài này thuộc chi Thanatus. Thanatus sabulosus được miêu tả năm 1875 bởi Menge.